# Dia del Domini Públic
El Dia del Domini Públic és una observança de quan expiren els copyrights i les obres entren a domini públic. Aquesta transició legal d'obres de copyright al domini públic normalment passa cada any l'1 de gener basat en les lleis de copyright individuals de cada país.
L'observança d'un "Dia de Domini públic" va sorgir com un acte de caràcter informal; la primera menció que es coneix va ser l'any 2004 per Wallace McLean (un activista canadenc del domini públic), que donava suport a una idea de la que s'havia fet eco Lawrence Lessig. Així diverses pàgines web van començar a llistar els autors i les obres dels quals entraven en domini públic cada 1 de gener. També es van convocar diverses activitats en diversos països arreu del món per a celebrar aquest dia.

## Domini públic

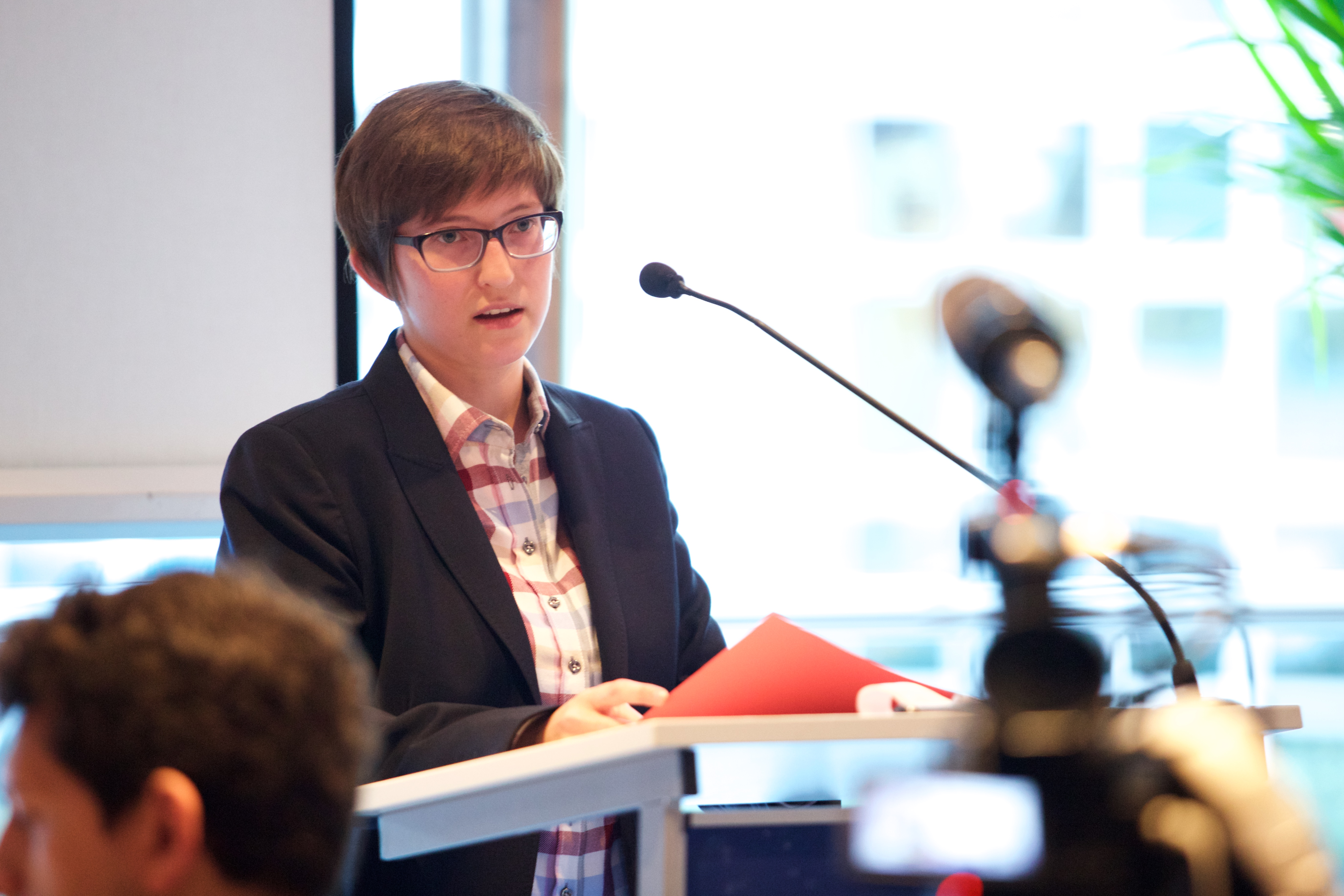
Una foto de domini públic d'una celebració de domini públic l'any 2016 (Brussel·les, Julia Reda)

Els termes de protecció del copyright són normalment descrits com la vida de l'autor més un nombre segur d'anys després de la seva mort (o pma: post mortem auctoris). En moltes jurisdiccions, això normalment significa que han de passar 70 anys des del dia de la mort de l'autor. Després d'aquest període, les obres d'aquests autors es troben plenament disponibles per tothom - sense qualsevol necessitat d'autorització prèvia - i es poden accedir i utilitzar-les per qualsevol propòsit. Legalment, això passa per Cap d'any (l'1 de gener). I això significa que les obres d'autors que van morir, a qualsevol lloc en el món, per exemple l'any 1936, passen a domini públic l'1 de gener de 2007.
Com que els drets de domini públic varien entre jurisdiccions, el pas al domini públic no és un fet mundial. Entre les excepcions hi trobem el cas dels Estats Units, on fins a l'any 2019 les obres no entraven automàticament en domini públic. L'esquema de copyright d'Austràlia és encara més restrictiu, ja que cap obra no entrarà al domini públic fins a l'any 2026. La majoria d'Europa, però, sí que té un sistema de pas al domini públic, així com en tenen Canadà i Nova Zelanda. Moltes obres no han entrat al domini públic si no fos per l'extensió de copyright que ha impedit aquest pas des de fa dècades en diversos països.
El Dia de domini públic de l'any 2010 per exemple va celebrar l'entrada a obres d'autors com Sigmund Freud, William Butler Yeats, Ford Madox Ford i Arthur Rackham. L'any 2011 es va celebrar l'entrada al domini públic de les obres d'Isaac Bàbel, Walter Benjamin, John Buchan, Mikhaïl Bulgàkov, F. Scott Fitzgerald, Emma Goldman, Paul Klee, Selma Lagerlöf, Lev Trotsky, Vito Volterra, Nathanael Oest, i altres.